# Covadonga Tomé
Covadonga Tomé Nestal (Luarca, Asturias, 1970) es una médica pediatra y política española. Fue la cabeza de lista de Podemos Asturies en las elecciones a la Junta General del Principado de 2023 y consiguió un escaño.

## Biografía
Nació en Luarca, concejo de Valdés (Asturias), en 1970. Estudió en el Colegio José García Fernández y en el IES Carmen y Severo Ochoa, ambos en Luarca. Entre 1988 y 1994 estudia Medicina en la Universidad de Oviedo. Se especializa en Pediatría en el Hospital Materno Infantil Infanta Elena de Orense y en el Hospital San Juan de Dios de Barcelona. Ha trabajado en el Hospital Universitario Fundación Alcorcón (Comunidad de Madrid) y en el Hospital del Oriente de Asturias Francisco Grande Covián (Arriondas). Ha hecho voluntariado en países de África y Sudamérica.

## Vida política
De cara a las elecciones a la Junta General del Principado de 2019 fue incluida en las listas electorales de Podemos Asturies por la circunscripción oriental de Asturias. No conseguiría escaño en la Junta General.
El 4 de noviembre de 2022 fue elegida en unas elecciones primarias cabeza de lista de Podemos Asturies para las elecciones autonómicas de 2023. Ganó por 1.565 votos a los 1.150 de la secretaria de organización del partido, Alba González. Podemos Asturies venía atravesando desde el reemplazo del Secretario General Daniel Ripa por Sofía Castañón en diciembre de 2021 una gran división interna, provocada por Daniel Ripa y su negativa a asumir los resultados de la militancia e inscritos que decidieron con sus votos dar la Secretaría General de Podemos Asturies a  Sofía Castañón . La nueva directiva del partido, representada por Sofía Castañón y Alba González, está relacionada con la directiva nacional de Podemos, por lo que se opuso frontalmente a la candidatura de Covadonga Tomé, vinculada a Daniel Ripa, puesto que ambos son pertenecientes al sector crítico con la directiva nacional. La tensión fue en aumento y en febrero de 2023 se expulsa a Ripa del partido por incuplir el código ético de Podemos. El 4 de abril Podemos le abre un expediente a Tomé alegando «actitud clasista y agresiva» a otros miembros de la formación. Covadonga Tomé y personas afines se encierran en la sede de Podemos en Gijón entre el 20 y el 25 de abril después de que la directiva regional modificara las listas electorales. La directiva regional argumentó que algunos miembros de la lista estaban sancionados por no cumplir las normas internas de Podemos. A la hora de registrar las listas algunos miembros afines a Covadonga Tomé como Laura Tuero o Xune Elipe (Vocalista del grupo de rock Dixebra) mostraron una actitud agresiva contra miembros de la directiva regional como Olaya Suárez

En las elecciones del 28 de mayo de 2023 Podemos Asturies se hunde electoralmente y pierde 3 de 4 diputados en la Junta General. Sólo sale elegida Covadonga Tomé, que pasa al Grupo Mixto durante la XII Legislatura de la Junta General.

### Expulsión de Podemos
El 9 de octubre de 2023 Podemos le suspendió la militancia temporalmente y le abrió un expediente disciplinario a Tomé debido a los hechos ocurridos en los que se enfrentaba a la dirección. También se abrieron idénticos expedientes a Laura Tuero y Xune Elipe. Finalmente, en base al expediente abierto en octubre, el 23 de diciembre de 2023 Podemos expulsa a Covadonga Tomé del partido. De igual modo expulsa a Laura Tuero y Xune Elipe y penaliza a otras 24 personas afines a ella con una suspensión temporal de la militancia.
Actualmente es Diputada en la Junta General del Principado de Asturias por el Grupo Mixto. Se ha negado a dimitir y dejar el escaño a disposición de Podemos